# Scopula transsecta
Scopula transsecta är en fjärilsart som beskrevs av W. Warren 1898. Scopula transsecta ingår i släktet Scopula och familjen mätare. Inga underarter finns listade.